# Белокравищница
Белокравищница е защитена местност в България. Намира се в землището на село Костел, област Велико Търново.
Представлява буферна зона на резервата „Бяла крава“. Тук се намират вековна букова гора и карстовите извори „Бяла крава“, дали името на резервата.
Защитената местност е с площ 226,8 ha. Обявена е на 12 юли 2007 г.
В защитената местност се забраняват:
- строителството на сгради и пътища от републиканската пътна мрежа;
- разкриване на кариери, промяна на водния режим и на естествения облик на местността;
- използване но химически средства за растителна защита;
- лагеруване и палене на огън извън определените места;
- ловуване;
- залесяването с неприсъщи за района дървесни видове.[1]

Разрешава се:
- извеждане на сечи, предвидени в горите със специално предназначение;
- провеждане на ловностопански мероприятия;
- паша на домашни животни /без кози/ в определените с лесоустройствения проект пасищни площи и в поземления фонд;
- косене на сено.